# Льюис, Ральф
Ральф Перси Льюис (англ. Ralph Percy Lewis; 8 октября 1872 — 4 декабря 1937) — американский актёр эпохи немого кино. С 1912 по 1938 год снялся в 160 фильмах. Был женат на актрисе Вере Льюис. Родился в Энглвуде, штат Иллинойс, и умер в Лос-Анджелесе, штат Калифорния.
Погиб, попав под машину, которой управлял шофёр, работавший на Джека Уорнера.

## Избранная фильмография
- 1914 — Совесть-мститель
- 1914 — Этажом выше
- 1914 — Дом, милый дом
- 1914 — Побег
- 1915 — Рождение нации — Остин Стоунмен
- 1916 — Нетерпимость
- 1916 — Макбет / Macbeth — Банко
- 1919 — Долина гигантов